# Cycle Fe3O4/FeO

Schéma simplifié du cycle de l'oxyde de fer

Le cycle Fe3O4/FeO est un procédé thermochimique de production d'hydrogène par craquage de l'eau faisant intervenir l'oxyde de fer(II,III) Fe3O4 et l'oxyde de fer(II) FeO qui sépare l'oxygène et l'hydrogène de l'eau de manière séquentielle à travers deux systèmes rédox, dont les équations générales s'écrivent :
2 MO·Fe2O3 ⟶ 2 MO + 4 FeO + O2↑ ;
MO + 2 FeO + H2O ⟶ MO·Fe2O3 + H2↑.
où M peut être n'importe quel métal, souvent Fe lui-même, Co, Ni, Mn, Zn ou des alliages des précédents. La première des deux réactions est une thermolyse endothermique à une température d'au moins 1 400 °C ; la seconde est une hydrolyse exothermique à une température d'environ 1 000 °C dans un réacteur à catalyse hétérogène. Les températures requises pour ces réactions sont obtenues à l'aide de tours solaires ou d'héliostats concentrant la lumière du soleil, voire peuvent être d'origine géothermique, comme mis en œuvre dans une expérience à Hawaï.
Ce procédé repose sur la réduction des ions ferriques Fe3+ puis l'oxydation des ions ferreux Fe2+. Les ferrites commencent le cycle sous forme spinelle puis donnent de la wustite ou d'autres spinelles.
Une variante de ces réactions fait intervenir l'hercynite, minéral de formule chimique FeO·Al2O3, susceptible d'être réduit à 1 200 °C. On l'obtient en chauffant un ferrite avec de l'alumine Al2O3, ce qui donne les réactions :
2 MO·Fe2O3 + 6 Al2O3 ⟶ 2 MO·Al2O3 + 4 FeO·Al2O3 + O2↑ ;
MO·Al2O3 + 2 FeO·Al2O3 + H2O ⟶ MO·Fe2O3 + 3 Al2O3 + H2↑.
Ces réactions, appelées cycle de l'hercynite ou cycle ferrite/hercynite, ont par exemple été expérimentées avec du ferrite de cobalt CoO·Fe2O3.
L'intérêt de ce type de procédé de craquage de l'eau en deux étapes, qui était à l'étape expérimentale début 2021,, est de produire l'hydrogène et l'oxygène de manière indépendante, ce qui dispense de devoir les séparer dans un dispositif commun et limite les risques d'explosion.